# 森重昭

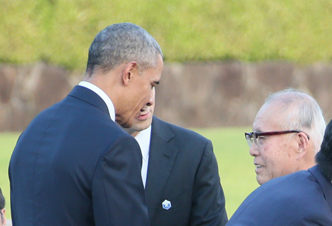
森 重昭とバラク・オバマ

森 重昭（もり しげあき、英語: Shigeaki Mori、1937年3月29日 - ）は、日本の歴史家である。広島県在住。
日本本土空襲で命を落とした連合国の捕虜に関する研究で知られている。
バラク・オバマの広島訪問においてバラク・オバマと抱擁したことは世界的な注目を集めた。
2016年、第64回菊池寛賞を受賞。2024年11月、谷本清平和賞を受賞した。

## 第二次世界大戦
第二次世界大戦の頃、少年だった森は広島県広島市己斐で暮らしていた。1945年8月6日の広島市への原子爆弾投下の瞬間、爆心地から約2.5キロメートル地点の、自宅付近の旭山神社の前の橋の上を歩いていた彼の体は河川へと投げ出された。彼は重傷で倒れている人々の姿を数多く目にしたが、彼らを救う手だてはなかった。

## 戦後の研究

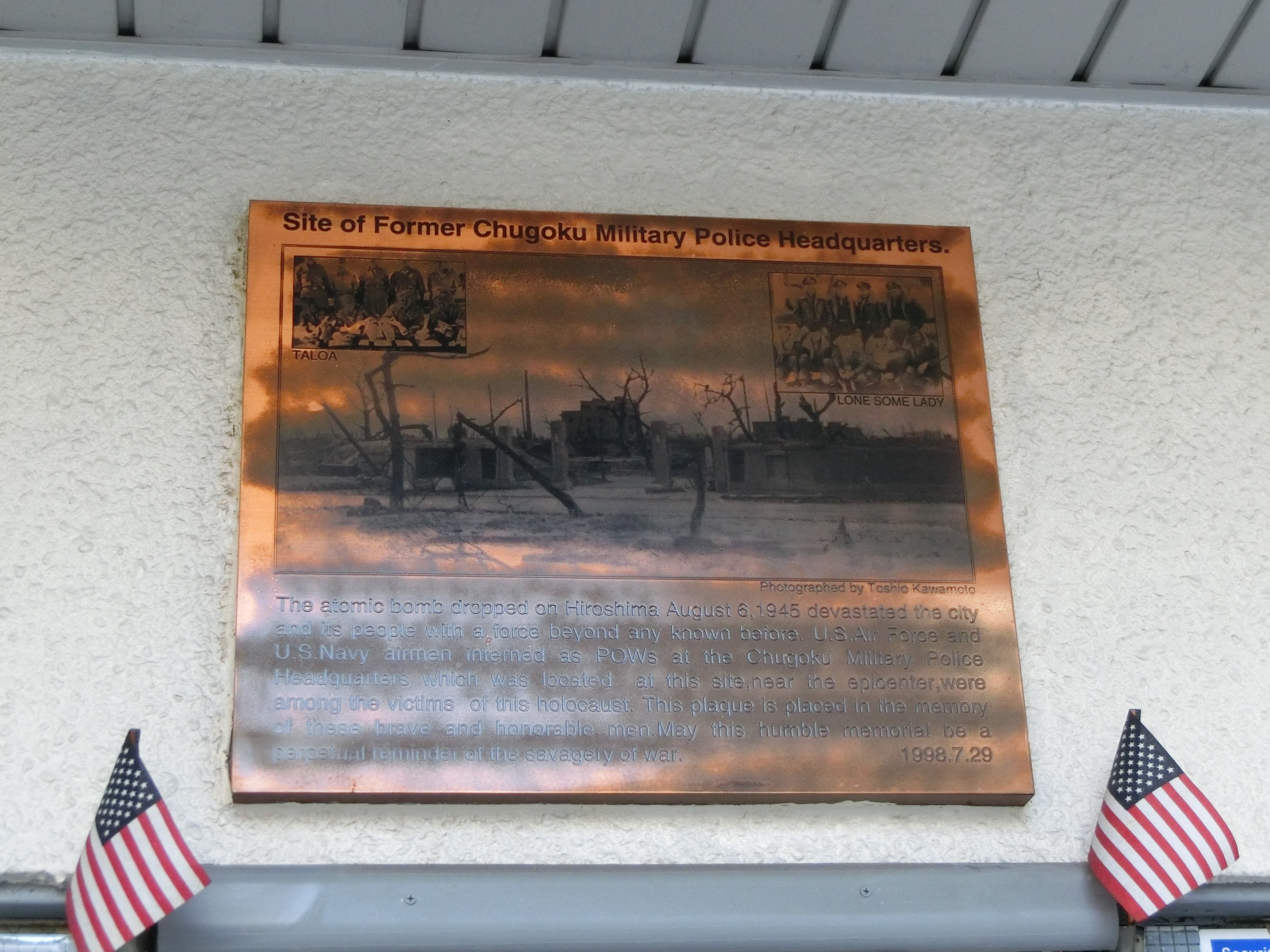
広島市中区基町にある原爆犠牲米軍人慰霊銘板。森が自費で作成した。

中央大学を卒業後、山一證券や日本楽器（現ヤマハ）に勤務しながら、被爆者である森は、30年以上にわたり、爆心地から約400メートル離れた中国憲兵隊司令部で死去したアメリカ合衆国のパイロットの捕虜に関する研究をおこなってきた。この研究をもとに、彼は『原爆で死んだ米兵秘史』を著した。
森は、2008年以来、呉軍港空襲の際に撃墜されたB-24タロア号の乗員の親類を捜し出そうとしてきた。航空機の残骸は地元の農民たちによって保管されていたが、乗員の家族に返すため、森に手渡された。
2016年5月、バラク・オバマの広島訪問においてバラク・オバマと面会した際には、オバマと抱擁を交わした。

## 著書
- 『原爆で死んだ米兵秘史』光人社、2008年。
- 森重昭、森佳代子 著、副島英樹 編『原爆の悲劇に国境はない　被爆者・森 重昭　調査と慰霊の半生』朝日新聞出版、2023年8月1日。978-4022519276。